# ドミニク・オーリー
ドミニク・オーリー Dominique Aury（本名アンヌ・デクロ Anne Desclos、1907年9月23日 - 1998年4月27日）は、ポーリーヌ・レアージュ Pauline Réage の名でも知られるフランスのジャーナリスト・小説家。

## 経歴
フランスのロシュフォール (シャラント＝マリティーム県)の二言語に通じた家庭に生まれ、デクロは幼い内からフランス語と英語で読書を始めた。ソルボンヌ大学を卒業後、彼女は1946年までジャーナリストとして働いた。ガリマール社に編集者として参加した時にドミニク・オーリーのペンネームを使用し始めた。
イギリス・アメリカ文学の読書家、デクロはアルジャーノン・チャールズ・スウィンバーン、イーヴリン・ウォー、ヴァージニア・ウルフ、T・S・エリオット、F・スコット・フィッツジェラルド、その他多くの有名な著者を翻訳し、フランスの読者に提供した。彼女は非常に尊敬される批評家になり、いくつかの権威ある文学賞の審査員になった。
彼女の恋人であり、雇い主であるジャン・ポーランは、女性は性愛文学を書くことができないと述べた。彼が間違っているということを証明するために、デクロは1954年6月に出版された、性描写の非常にどぎついサド・マゾヒズムの小説をポーリーヌ・レアージュの偽名で書いた。『O嬢の物語』というタイトルのその小説は、ポーランの誤りを証明し、莫大な（論争の的にはなったが）商業的成功を収めた。本は、著者の身元に関して多くの推測を引き起こした。ドミニク・オーリーに代表されるような控え目で、知的で、淑女と呼んでいい人物は言うに及ばず、多くの人々はそれが女性であることを疑った。
更に本の露骨な内容は、1959年に政府当局が出版者と謎の著者をわいせつ容疑で告発したことで、法廷外にまで多くの論争を引き起こした。結局、裁判官によって広告禁止と未成年者への本の販売規制が課された。1967年に広告禁止を解かれた後、ポーリーヌ・レアージュ名義で『ロワッシイへの帰還 (Retour a Roissy)』というタイトルの『O嬢の物語』の完結編が出版されたが、アンジー・ダヴィッドによる彼女の最近の伝記によると、ドミニク・オーリーはこの続編は執筆はしていない。
彼女は1975年、作家で出版者のレジーヌ・デフォルジュにインタビューを受けたが、その時点でも『O嬢の物語』の作者が彼女である事は、まだ知られていなかった。デクロは、ザ・ニューヨーカー誌によるインタビューにおいて、出版から40年後の1994年に『O嬢の物語』の作者であると公的に認めた。
アンヌ・デクロは、エソンヌ県コルベイユ（イル＝ド＝フランス地域圏）で死去した。

## 参照
『Oの著者 (Écrivain d'O) 』（ポーラ・ラパポート Pola Rapaport による2004年のドキュメンタリー映画）